# アレクサンドル・ポクルィシュキン
アレクサンドル・イヴァーノヴィチ・ポクルィシュキン（Александр Иванович Покрышкин；1913年3月6日 - 1985年11月13日）は、ソ連の軍人、飛行士、エース・パイロット。最終階級：航空元帥。ソ連邦英雄（3度）。1942年からソ連共産党員。ロシア人。

## 経歴

### 出自
トムスク県ノヴォニコラエフスク（現ノヴォシビルスク）市の貧しい工場労働者の家庭に生まれる。父はヴャトカ県出身の元小作人であった。1928年、7年制学校卒業後、建設現場で瓦葺職人として働く。1930年、技術学校にて18ヶ月間錠前師の技術を、夜間には農業工学研究所で学び、工場で工具製作工として勤務。1931年よりコムソモールに入る。

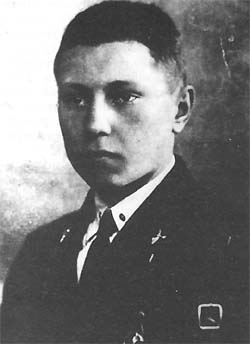
技術学校生時代、1930年ごろ

1932年6月17日から労農赤軍に志願。1933年に第3ペルミ航空整備士軍事学校、1934年にレニングラード軍事理論航空学校を卒業。12月、北カフカーズ軍管区クラスノダールの第74狙撃師団の連絡編隊整備員として勤務しながら、36年よりクラスノダール航空クラブで学ぶ。師団長、空軍総司令官、国防人民委員等に40回も上申書を提出して、セヴァストポリのA.F.ミャスニコフ名称第1カチャ軍事航空学校に入校し、1939年、優秀で卒業した。同年新編のオデッサ軍管区第55戦闘機航空連隊に配属。当初キロヴォグラードに駐屯していたが、翌年バルツィに移動。1941年、MiG-3を装備する連隊の副飛行隊長に任命された。

### 独ソ戦

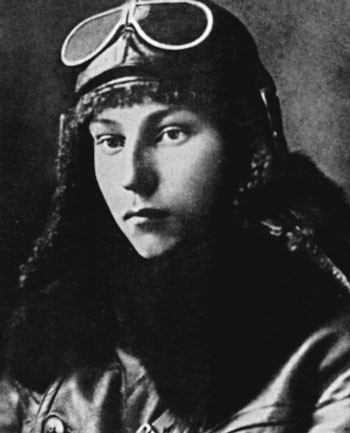
1940年

1941年に独ソ戦が勃発すると開戦初日の6月22日から出撃したが、最初の飛行では、誤って味方のSu-2軽爆撃機編隊の中隊長機を撃墜してしまった。操縦していた第211爆撃機航空連隊第4中隊の中隊長ミハイル・グツェンコ大尉は生存したが、同乗していた中隊ナビゲーターのセミョーノフが死亡した。当時グツェンコの部下だったイヴァン・プストゥイゴ（のちソ連邦英雄、航空元帥）が戦後参謀本部軍事アカデミーで学んでいた時、同窓生たちにこの話をしたところ、ポクルィシュキンは動揺して恥ずかしそうに名乗り出たという。
6月23日、プルート川地区において、偵察中に5機のBf-109と交戦し、1機を撃墜。1941年夏、数機の敵機を撃墜したが、公式には記録されていない。
戦争の最初の数週間、ソビエト空軍の戦術が時代遅れになったのを見るや、ポクルィシュキンはノートに自身と戦友が参加したすべての空中戦を詳細かつ注意深く記録し、詳細な分析を行った。彼は絶えず退却する非常に困難な状況で戦わなければならなかった。後年、「1941-1942年に戦わなかった者は本当の戦争を知らない」と回想している。
1942年始め、連隊は後方のザカフカースに移動した。ここでは、イラン経由で持ち込まれたP-39「エアラコブラ」の操縦に習熟した。1943年春、北カフカース戦線第4航空軍第216混成航空師団の第16親衛戦闘機航空連隊の飛行隊長となり、4月12日、第4航空軍司令官の目の前で4機のBf-109を撃墜した。同日、更に3機を撃墜した。1943年5月24日、354ソーティー、空中戦54回、撃墜13機、協同撃墜6機の戦功に対して、ポクルィシュキン大尉に最初のソ連邦英雄称号とレーニン勲章が授与された。
1943年8月24日、455ソーティー、撃墜30機の功績に対して、ポクルィシュキン少佐に2つ目のソ連邦英雄称号とレーニン勲章が授与された。その後、黒海、ドニエプル上空での戦闘に参加。
1944年2月、空軍総司令官アレクサンドル・ノヴィコフによりモスクワに召還され、航空学校長職に就くことを勧められたが、これを拒否して前線に戻った。
第16親衛戦闘機航空連隊長代行となり、1944年5月までに550回出撃（うち空中戦137回）、撃墜53機を記録した。同年5月、第9親衛戦闘機師団長に任命され、P-39N（機体番号100）に乗り込み、プルート、ヤッサム、リヴォスコ・サンドミールの戦闘に参加した。
1944年8月19日、ドイツ・ファシスト占領者との戦いの前線における戦闘任務の模範的な遂行と英雄的貢献」に対して、ポクルィシュキン中佐に3つ目のソ連邦英雄称号とレーニン勲章が授与された。師団を指揮しつつ、ポーランド、ルーマニアを解放し、ベルリンの戦いに参加した。最後の戦闘は、1945年5月9日のプラハ上空だった。
戦中、計650出撃（空中戦156回）、撃墜59機＋非公式75機、協同撃墜6機を記録した。1945年6月24日、モスクワの赤の広場で行われた戦勝記念観閲式時、前線旗を担った。

### 戦後
戦後は、ソ連防空軍に勤務。1948年にM.V.フルンゼ名称軍事アカデミー、1957年に参謀本部軍事アカデミーを卒業。1968年～1971年、祖国防空軍副総司令官。1969年、軍事科学準博士。1972年、航空元帥の称号が授与された。1972年～1981年、全連邦陸軍・航空隊・艦隊義勇協力協会中央委員会議長。1976年からソ連共産党中央委員会委員。第2期～第10期ソ連最高会議代議員。1979年～1984年、ソ連最高会議幹部会議員。
1985年11月13日、死去。モスクワに埋葬。

## 著書
- «Крылья истребителя»（『戦闘機の翼』）
- «Твоя почётная обязанность»（『君の名誉ある義務』）
- «Небо войны»（『戦争の空』）
- «Познать себя в бою»（『戦いを知れ』）

## 顕彰
- ソ連邦英雄 （ソビエト連邦最高称号） 3回

全て第二次大戦時。大戦の功で3度授与されたのは3名しかいない。
- レーニン勲章 （ソビエト連邦最高勲章） 6回
- レーニン生誕百周年記念章
- 十月革命勲章 1回
- 赤旗勲章 4回
- 二等スヴォーロフ勲章 2回
- 一等祖国戦争勲章 1回（1985年）
- 赤星勲章 2回
- 赤軍親衛隊部隊章

海外勲章
- 陸軍殊勲章（英語版）（アメリカ合衆国、1943年）
- カール・マルクス勲章 （ドイツ民主共和国最高勲章） 1回
- ポーランド復興カヴァレルスキ十字勲章（ポーランド人民共和国）
- 5等ヴィルッチ・ミリタリ勲章（英語版）（ポーランド人民共和国）
- スフバートル勲章（ロシア語版） （モンゴル人民共和国最高勲章） 1回
- 赤旗勲章（ロシア語版） （モンゴル人民共和国） 1回
- 1級ブルガリア人民共和国勲章（ロシア語版）（ブルガリア人民共和国）
- 2級、3級トゥドル・ウラジミレスク勲章（ロシア語版）（ルーマニア社会主義共和国）

故郷のノヴォシビルスクには胸像が立てられた。ノヴォシビルスク名誉市民。